# 229-я стрелковая бригада
Не следует путать с 229-й стрелковой бригадой Закавказского фронта
229-я стрелковая бригада, воинское соединение СССР, принимавшее участие в Великой Отечественной войне.

## История
Сформирована весной 1942 в Забайкалье
В действующей армии с 29.07.1942 по 30.09.1942  и с 23.01.1943 по 27.06.1943
В начале августа 1942 года заняла позиции в районе деревень Озёрок, Перекоповки (район Землянска) Воронежской области и с 08.08.1942 наносит контрудар в направлении на юго во взаимодействии с 86-й танковой бригадой.
Очевидно, к концу августа 1942 года из боёв выведена.
На 02.09.1942 находится в 2 километрах от населённых пунктов Вислая Полянка - Архангельское.
С 15.09.1942 года ведёт бои непосредственно в Воронеже, в течение сентября 1942 года штурмует так называемые чижовские высоты. 30.09.1942  обескровленная бригада отведена в тыл на переформирование.
В конце января 1943 года прибыла в район южнее Миллерово  и начинает наступление в ходе боёв за Ворошиловград. Так, в ходе боёв  07.02.1943 двумя батальонами направлена на уничтожение частей противника, вновь занявших Бело-Скелеватый, а ещё два батальона находились в селе Нижний  Габун. Затем бригада вместе с 60-й стрелковой дивизией  вошла в группу генерала Монахова, и к 11.02.1943 полностью выдвинулась на правый фланг армии в район Николаевка, Суходол, сменив части 59-й гвардейской стрелковой дивизии. С утра 12.02.1943 бригада атаковала Бело-Скелеватый и Орловку, выбив противника из них. После этого бригада вышла на подступы к Ворошиловграду и из боёв выведена, передана в 1-ю гвардейскую армию, переброшена севернее, по-видимому прошла через Славянск, однако в связи с общим отступлением отступила на восточный берег Северского Донца, держала там оборону до лета 1943 года.
27.06.1943 обращена на формирование 230-й стрелковой дивизии

## Полное название
229-я стрелковая бригада

## Подчинение
| Дата            | Фронт (округ)             | Армия                 | Корпус                             | Примечания |
| --------------- | ------------------------- | --------------------- | ---------------------------------- | ---------- |
| 01.04.1942 года | Забайкальский фронт       | -                     | -                                  | -          |
| 01.05.1942 года | Забайкальский фронт       | -                     | -                                  | -          |
| 01.06.1942 года | Забайкальский фронт       | -                     | 2-й стрелковый корпус              | -          |
| 01.07.1942 года | Забайкальский фронт       | -                     | 2-й стрелковый корпус              | -          |
| 01.08.1942 года | Брянский фронт            | -                     | -                                  | -          |
| 01.09.1942 года | Брянский фронт            | 38-я армия            | -                                  | -          |
| 01.10.1942 года | Брянский фронт            | 40-я армия            | -                                  | -          |
| 01.11.1942 года | Приволжский военный округ | -                     | -                                  | -          |
| 01.12.1942 года | Приволжский военный округ | -                     | -                                  | -          |
| 01.01.1943 года | Приволжский военный округ | -                     | -                                  | -          |
| 01.02.1943 года | Приволжский военный округ | -                     | -                                  | -          |
| 01.03.1943 года | Юго-Западный фронт        | -                     | -                                  | -          |
| 01.04.1943 года | Юго-Западный фронт        | 1-я гвардейская армия | 19-й стрелковый корпус             | -          |
| 01.05.1943 года | Юго-Западный фронт        | 1-я гвардейская армия | 19-й стрелковый корпус             | -          |
| 01.06.1943 года | Юго-Западный фронт        | 1-я гвардейская армия | 29-й гвардейский стрелковый корпус | -          |
| 01.07.1943 года | Юго-Западный фронт        | 1-я гвардейская армия | 33-й стрелковый корпус             | -          |

## Командиры
- полковник М.П. Щербаков
- гвардии подполковник Береговских

## Внешние ссылки
- Справочники и форум на Солдат.ру
- Перечень № 7 управлений бригад всех родов войск, входивших в состав действующей армии в годы Великой Отечественной войны (недоступная ссылка)
- Список безвозвратных потерь с 27 января по 1 апреля 1943 года http://www.obd-memorial.ru/html/info.htm?id=54463142&page=1